# Pseudonapomyza nigralis
Pseudonapomyza nigralis este o specie de muște din genul Pseudonapomyza, familia Agromyzidae, descrisă de Spencer în anul 1961.
Este endemică în Etiopia. Conform Catalogue of Life specia Pseudonapomyza nigralis nu are subspecii cunoscute.